# نادي الهلال السعودي في كرة القدم الآسيوية
نادي الهلال السعودي في كرة القدم الآسيوية هو أحد أندية الاتحاد السعودي لكرة القدم للمحترفين وأحد أندية الاتحاد السعودي لكرة القدم، يعد الفريق أحد أنجح الفرق السعودية في مسابقات اتحاد كرة القدم الآسيوية (AFC)، وأكثر فريق آسيوي حقق بطولات الاتحاد الآسيوي لكرة القدم، وذلك بعد أن حقق8 بطولات آسيوية بمختلف المسميات ، حيث حقق الهلال دوري أبطال آسيا ( كأس آسيا للأندية أبطال الدوري ) «اربع مرات»، و كأس أبطال الكؤوس الآسيوية ( كأس آسيا للأندية أبطال الكأس ) ، «مرتين»، و كأس السوبر الآسيوي «مرتين».
وشارك الهلال في البطولات الآسيوية بمختلف مسمياتها قرابة الـ20 مرة، بعد استحداث نظام جديد للبطولات الآسيوية واقتصارها على بطولتي «دوري أبطال آسيا»، و « كأس الاتحاد الآسيوي » ، و منذ عام 2003 حقق البطولة بنسختها الجديدة مرتين 2019,2021
مجموع بطولات الهلال الاسيويه 8 بطولات 

## كأس آسيا للأندية ابطال الدوري
بدأ الهلال مشواره في البطولة بمواجهة الجهراء الكويتي ذهاباً وإياباً حيث كسب الهلال المواجهتين بنتيجة واحدة 2 – 0، ليتأهل الهلال إلى النهائيات المجموعة والتي أٌقيمت في الدوحة عام 1991م.
وواجه الهلال فريقا بيونج يانج الكوري الجنوبي والاستقلال الإيراني وكسبهما بنتيجة 2 – 0 و1 – 0 على التوالي، ليتأهل إلى دور الأربعة حيث واجه الشباب الإماراتي وكسبه 1 – 0.
وفي المباراة النهائية لعب الهلال أمام الاستقلال الإيراني وانتهت الأشواط الأصلية والإضافية 1 – 1 ليحتكم الطرفان إلى ركلات الترجيح وكسبها الهلال بنتيجة 4 – 2.

## كأس آسيا للأندية أبطال الكؤوس
لعب الهلال أمام العربي الكويتي ذهاباً وإياباً فخسر الذهاب في الكويت 0 – 1، ليلعب الطرفان إياباً في الرياض ويكسب الهلال النتيجة 6 – 0.
وتأهل الهلال إلى الدور الثاني وكسب النصر العماني ذهاباً في الرياض 5 – 0 قبل أن ينسحب الفريق العماني وتلغى مباراة الإياب ليتأهل الهلال إلى دور الأربعة والتي أقيمت في الرياض وكسبها الهلال بركلات الترجيح 6 – 5، وتأهل الهلال إلى المباراة النهائية ليواجه فريق ناغويا الياباني ويكسب الهلال المباراة بنتيجة 3 – 1 ليتوج باللقب الثاني آسيوياً في تاريخه عام 1997م.

عام ١٩٩٧ فاز النصر ببطوله كاس الكؤس الاسيويه وليس الهلال 

## كأس السوبر الآسيوي
لعب الهلال كأس السوبر عام 1997 وأقيمت البطولة بنظام الذهاب والإياب بين بطل كأس الدوري وبطل كأس الكؤوس، حيث لعب الهلال أمام بوهانج الكوري الجنوبي في الرياض وكسب اللقاء 1 – 0، وتعادل الطرفان في كوريا 1 – 1.

## كأس آسيا للأندية أبطال الدوري
لعب الهلال الدور الأول عام 2000 أمام فريق السد القطري وكسبه ذهاباَ 1 – 0 وإياباً 2 – 1.
وتأهل الهلال لدور غرب آسيا وأقيمت المباريات في الرياض بنظام المجموعات وجاءت نتائجها كالتالي:
الهلال x الشرطة العراقي (1 – 0)
الهلال x ارتش الكازاخستاني (2 - 0)
الهلال x بيروزي الإيراني (0 – 0)
ليتأهل الهلال إلى الأدوار النهائية والتي أقيمت في الرياض، حيث كسب الهلال سامسونج الكوري 1 – 0 في دور الأربعة قبل أن يتغلب على جابليو الياباني في النهائي بنتيجة 3 – 2.

## كأس السوبر الآسيوي
حقق فريق الهلال كأس السوبر للمرة الثانية في تاريخه والبطولة الآسيوية الخامسة، وذلك عندما واجه فريق شيميزو الياباني في اليابان وكسبه 2 – 1 وفي الرياض تعادل الطرفان 1 – 1.

## كأس آسيا للأندية أبطال الكؤوس
حقق فريق الهلال اللقب السادس في تاريخه وذلك عام 2002، حيث لعب الدور الأول أمام فريق تشرين السوري في سوريا وكسبه الهلال بنتيجة 3 – 2، وفي الرياض تعادل الطرفان 1 – 1.
وتأهل الهلال إلى الدور الثاني حيث واجه نظيرة الأقصى الفلسطيني في مباراتين أقيمتا بالرياض وكسب الهلال اللقاءين بنتيجة 5 – 0 و2 – 1.
ليتأهل الهلال إلى الدور قبل النهائي حيث واجه فريق ريجاردز الطاجكستاني وكسبه 2 – 0 و3 – 0.
وتأهل الهلال إلى الدور النهائي حيث كسب السد القطري 1 – 0 في نصف النهائي ليتأهل إلى المباراة النهائية حيث واجه هيونداي شنج الكوري الجنوبي وكسبه بنتيجة 2 – 1 ليحقق البطولة الآسيوية السادسة.

## مشاركة النادي الهلال بالنسخة الجديدة
| فاز في المباراة | تعادل في المباراة | خسر في المباراة |

| نتائج الهلال | نتائج الهلال                               | نتائج الهلال | نتائج الهلال             | نتائج الهلال                             |
| الموسم       | الخصم                                      | النتيجة      | الخصم                    | المكان                                   |
| ------------ | ------------------------------------------ | ------------ | ------------------------ | ---------------------------------------- |
| 2003         | مرحلة المجموعات                            | 0–1          | نادي العين               | العين، الإمارات العربية المتحدة          |
| 2003         | مرحلة المجموعات                            | 3–2          | نادي استقلال طهران       | Al Ain, UAE                              |
| 2003         | مرحلة المجموعات                            | 1–3          | نادي السد (قطر)          | Al Ain, UAE                              |
| 2004         | مرحلة المجموعات                            | 0–0          | نادي الشارقة             | الرياض، السعودية                         |
| 2004         | مرحلة المجموعات                            | 2–1          | نادي الشرطة (العراق)     | مدينة الكويت، الكويت                     |
| 2004         | مرحلة المجموعات                            | 2–0          | نادي الشرطة (العراق)     | الرياض، المملكة العربية السعودية         |
| 2004         | مرحلة المجموعات                            | 2–5          | نادي الشارقة             | الشارقة، الإمارات العربية المتحدة        |
| 2006         | مرحلة المجموعات                            | 0–2          | نادي العين               | العين، الإمارات العربية المتحدة          |
| 2006         | مرحلة المجموعات                            | 3–1          | نادي الميناء             | الرياض، المملكة العربية السعودية         |
| 2006         | مرحلة المجموعات                            | 5–0          | Mashʼal                  | الرياض، المملكة العربية السعودية         |
| 2006         | مرحلة المجموعات                            | 1–2          | Mashʼal                  | قرشي، أوزبكستان                          |
| 2006         | مرحلة المجموعات                            | 2–1          | نادي العين               | الرياض، المملكة العربية السعودية         |
| 2006         | مرحلة المجموعات                            | 1–1          | نادي الميناء             | مدينة الكويت، الكويت                     |
| 2007         | Group stage                                | 1–1          | نادي الكويت              | الرياض، المملكة العربية السعودية         |
| 2007         | Group stage                                | 2–0          | نادي باختاكور طشقند      | طشقند، أوزبكستان                         |
| 2007         | Group stage                                | 2–0          | نادي باختاكور طشقند      | الرياض، المملكة العربية السعودية         |
| 2007         | Group stage                                | 0–0          | نادي الكويت              | مدينة الكويت، الكويت                     |
| 2007         | Quarter-final                              | 0–0          | نادي الوحدة (الإمارات)   | أبو ظبي، الإمارات العربية المتحدة        |
| 2007         | Quarter-final                              | 1–1          | نادي الوحدة (الإمارات)   | الرياض، المملكة العربية السعودية         |
| 2009         | مرحلة المجموعات في دوري أبطال آسيا 2009    | 1–1          | نادي صبا قم              | الرياض، المملكة العربية السعودية         |
| 2009         | مرحلة المجموعات في دوري أبطال آسيا 2009    | 1–1          | نادي باختاكور طشقند      | طشقند، أوزبكستان                         |
| 2009         | مرحلة المجموعات في دوري أبطال آسيا 2009    | 2–1          | نادي شباب الأهلي دبي     | الرياض، المملكة العربية السعودية         |
| 2009         | مرحلة المجموعات في دوري أبطال آسيا 2009    | 3–1          | نادي شباب الأهلي دبي     | دبي، الإمارات العربية المتحدة            |
| 2009         | مرحلة المجموعات في دوري أبطال آسيا 2009    | 1–0          | نادي صبا قم              | قم، إيران                                |
| 2009         | مرحلة المجموعات في دوري أبطال آسيا 2009    | 2–0          | نادي باختاكور طشقند      | الرياض، المملكة العربية السعودية         |
| 2009         | مرحلة خروج المغلوب في دوري أبطال آسيا 2009 | 0–0 (3-4p)   | نادي أم صلال             | الرياض، المملكة العربية السعودية         |
| 2010         | دوري أبطال آسيا 2010 - مرحلة المجموعات     | 3–0          | نادي السد (قطر)          | الدوحة، قطر                              |
| 2010         | دوري أبطال آسيا 2010 - مرحلة المجموعات     | 3–1          | نادي مس كرمان            | الرياض، المملكة العربية السعودية         |
| 2010         | دوري أبطال آسيا 2010 - مرحلة المجموعات     | 1–1          | نادي شباب الأهلي دبي     | الرياض، المملكة العربية السعودية         |
| 2010         | دوري أبطال آسيا 2010 - مرحلة المجموعات     | 3–2          | نادي شباب الأهلي دبي     | دبي، الإمارات العربية المتحدة            |
| 2010         | دوري أبطال آسيا 2010 - مرحلة المجموعات     | 0–0          | نادي السد (قطر)          | الرياض، المملكة العربية السعودية         |
| 2010         | دوري أبطال آسيا 2010 - مرحلة المجموعات     | 1–3          | نادي مس كرمان            | كرمان، إيران                             |
| 2010         | دوري أبطال آسيا 2010 - مرحلة خروج المغلوب  | 3–0          | نادي بونيودكور           | الرياض، المملكة العربية السعودية         |
| 2010         | دوري أبطال آسيا 2010 - مرحلة خروج المغلوب  | 3–0          | نادي الغرافة             | الرياض، المملكة العربية السعودية         |
| 2010         | دوري أبطال آسيا 2010 - مرحلة خروج المغلوب  | 2–4          | نادي الغرافة             | الدوحة، قطر                              |
| 2010         | دوري أبطال آسيا 2010 - مرحلة خروج المغلوب  | 0–1          | نادي ذوب آهن أصفهان      | أصفهان، إيران                            |
| 2010         | دوري أبطال آسيا 2010 - مرحلة خروج المغلوب  | 0–1          | نادي ذوب آهن أصفهان      | الرياض، المملكة العربية السعودية         |
| 2011         | دور المجموعات في دوري أبطال آسيا 2011      | 1–2          | نادي سباهان أصفهان       | الرياض، المملكة العربية السعودية         |
| 2011         | دور المجموعات في دوري أبطال آسيا 2011      | 1–0          | نادي الغرافة             | الدوحة، قطر                              |
| 2011         | دور المجموعات في دوري أبطال آسيا 2011      | 3–1          | نادي الجزيرة (الإمارات)  | الرياض، المملكة العربية السعودية         |
| 2011         | دور المجموعات في دوري أبطال آسيا 2011      | 3–2          | نادي الجزيرة (الإمارات)  | أبو ظبي، الإمارات العربية المتحدة        |
| 2011         | دور المجموعات في دوري أبطال آسيا 2011      | 1–1          | نادي سباهان أصفهان       | أصفهان، إيران                            |
| 2011         | دور المجموعات في دوري أبطال آسيا 2011      | 2–0          | نادي الغرافة             | الرياض، المملكة العربية السعودية         |
| 2011         | جولة خروج المغلوب في دوري أبطال آسيا 2011  | 1–3          | نادي الاتحاد (السعودية)  | جدة، المملكة العربية السعودية            |
| 2012         | دور المجموعات في دوري أبطال آسيا 2012      | 1–1          | نادي برسبوليس            | الرياض، المملكة العربية السعودية         |
| 2012         | دور المجموعات في دوري أبطال آسيا 2012      | 3–3          | نادي الغرافة             | الدوحة، قطر                              |
| 2012         | دور المجموعات في دوري أبطال آسيا 2012      | 1–1          | نادي الشباب (دبي)        | دبي، الإمارات العربية المتحدة            |
| 2012         | دور المجموعات في دوري أبطال آسيا 2012      | 2–1          | نادي الشباب (دبي)        | الرياض، المملكة العربية السعودية         |
| 2012         | دور المجموعات في دوري أبطال آسيا 2012      | 1–0          | نادي برسبوليس            | طهران، إيران                             |
| 2012         | دور المجموعات في دوري أبطال آسيا 2012      | 2–1          | نادي الغرافة             | الرياض، المملكة العربية السعودية         |
| 2012         | مرحلة خروج المغلوب في دوري أبطال آسيا 2012 | 7–1          | نادي بني ياس             | الرياض، المملكة العربية السعودية         |
| 2012         | مرحلة خروج المغلوب في دوري أبطال آسيا 2012 | 0–1          | نادي أولسان هيونداي      | ألسان، كوريا الجنوبية                    |
| 2012         | مرحلة خروج المغلوب في دوري أبطال آسيا 2012 | 0–4          | نادي أولسان هيونداي      | الرياض، المملكة العربية السعودية         |
| 2013         | دوري أبطال آسيا 2013 دور المجموعات         | 1–3          | نادي العين               | العين، الإمارات العربية المتحدة          |
| 2013         | دوري أبطال آسيا 2013 دور المجموعات         | 3–1          | نادي الريان              | الرياض، المملكة العربية السعودية         |
| 2013         | دوري أبطال آسيا 2013 دور المجموعات         | 1–2          | نادي استقلال طهران       | الرياض، المملكة العربية السعودية         |
| 2013         | دوري أبطال آسيا 2013 دور المجموعات         | 1–0          | نادي استقلال طهران       | طهران، إيران                             |
| 2013         | دوري أبطال آسيا 2013 دور المجموعات         | 2–0          | نادي العين               | الرياض، المملكة العربية السعودية         |
| 2013         | دوري أبطال آسيا 2013 دور المجموعات         | 2–0          | نادي الريان              | الريان، قطر                              |
| 2013         | مرحلة خروج المغلوب في دوري أبطال آسيا 2013 | 0–1          | نادي الدحيل              | الرياض، المملكة العربية السعودية         |
| 2013         | مرحلة خروج المغلوب في دوري أبطال آسيا 2013 | 2–2          | نادي الدحيل              | الدوحة، قطر                              |
| 2014         | مرحلة المجموعات في دوري أبطال آسيا 2014    | 2–2          | نادي شباب الأهلي دبي     | الرياض، المملكة العربية السعودية         |
| 2014         | مرحلة المجموعات في دوري أبطال آسيا 2014    | 2–3          | نادي سباهان أصفهان       | أصفهان، إيران                            |
| 2014         | مرحلة المجموعات في دوري أبطال آسيا 2014    | 2–2          | نادي السد (قطر)          | الدوحة، قطر                              |
| 2014         | مرحلة المجموعات في دوري أبطال آسيا 2014    | 5–0          | نادي السد (قطر)          | الرياض، المملكة العربية السعودية         |
| 2014         | مرحلة المجموعات في دوري أبطال آسيا 2014    | 0–0          | نادي شباب الأهلي دبي     | دبي، الإمارات العربية المتحدة            |
| 2014         | مرحلة المجموعات في دوري أبطال آسيا 2014    | 1–0          | نادي سباهان أصفهان       | الرياض، المملكة العربية السعودية         |
| 2014         | مرحلة خروج المغلوب في دوري أبطال آسيا 2014 | 1–0          | نادي بونيودكور           | طشقند، أوزبكستان                         |
| 2014         | مرحلة خروج المغلوب في دوري أبطال آسيا 2014 | 3–0          | نادي بونيودكور           | الرياض، المملكة العربية السعودية         |
| 2014         | مرحلة خروج المغلوب في دوري أبطال آسيا 2014 | 1–0          | نادي السد (قطر)          | الرياض، المملكة العربية السعودية         |
| 2014         | مرحلة خروج المغلوب في دوري أبطال آسيا 2014 | 0–0          | نادي السد (قطر)          | الدوحة، قطر                              |
| 2014         | مرحلة خروج المغلوب في دوري أبطال آسيا 2014 | 3–0          | نادي العين               | الرياض، المملكة العربية السعودية         |
| 2014         | مرحلة خروج المغلوب في دوري أبطال آسيا 2014 | 1–2          | نادي العين               | العين، الإمارات العربية المتحدة          |
| 2014         | نهائي دوري أبطال آسيا 2014                 | 0–1          | نادي وسترن سيدني واندررز | سيدني، أستراليا                          |
| 2014         | نهائي دوري أبطال آسيا 2014                 | 0–0          | نادي وسترن سيدني واندررز | الرياض، المملكة العربية السعودية         |
| 2015         | مرحلة المجموعات بدوري أبطال آسيا 2015      | 3–1          | نادي لوكوموتيف طشقند     | الرياض، المملكة العربية السعودية         |
| 2015         | مرحلة المجموعات بدوري أبطال آسيا 2015      | 0–1          | نادي السد (قطر)          | الدوحة، قطر                              |
| 2015         | مرحلة المجموعات بدوري أبطال آسيا 2015      | 0–0          | نادي فولاد خوزستان       | الأهواز، إيران                           |
| 2015         | مرحلة المجموعات بدوري أبطال آسيا 2015      | 2–0          | نادي فولاد خوزستان       | الرياض، المملكة العربية السعودية         |
| 2015         | مرحلة المجموعات بدوري أبطال آسيا 2015      | 2–1          | نادي لوكوموتيف طشقند     | طشقند، أوزبكستان                         |
| 2015         | مرحلة المجموعات بدوري أبطال آسيا 2015      | 2–1          | نادي السد (قطر)          | الرياض، المملكة العربية السعودية         |
| 2015         | مرحلة خروج المغلوب في دوري أبطال آسيا 2015 | 0–1          | نادي برسبوليس            | طهران، إيران                             |
| 2015         | مرحلة خروج المغلوب في دوري أبطال آسيا 2015 | 3–0          | نادي برسبوليس            | الرياض، المملكة العربية السعودية         |
| 2015         | مرحلة خروج المغلوب في دوري أبطال آسيا 2015 | 4–1          | نادي الدحيل              | الرياض، المملكة العربية السعودية         |
| 2015         | مرحلة خروج المغلوب في دوري أبطال آسيا 2015 | 2–2          | نادي الدحيل              | الدوحة، قطر                              |
| 2015         | مرحلة خروج المغلوب في دوري أبطال آسيا 2015 | 1–1          | نادي شباب الأهلي دبي     | الرياض، المملكة العربية السعودية         |
| 2015         | مرحلة خروج المغلوب في دوري أبطال آسيا 2015 | 2–3          | نادي شباب الأهلي دبي     | دبي، الإمارات العربية المتحدة            |
| 2016         | مرحلة المجموعات في دوري أبطال آسيا 2016    | 2–2          | نادي باختاكور طشقند      | طشقند، أوزبكستان                         |
| 2016         | مرحلة المجموعات في دوري أبطال آسيا 2016    | 4–1          | نادي باختاكور طشقند      | الرياض، المملكة العربية السعودية         |
| 2016         | مرحلة المجموعات في دوري أبطال آسيا 2016    | 1–1          | نادي الجزيرة (الإمارات)  | أبو ظبي، الإمارات العربية المتحدة        |
| 2016         | مرحلة المجموعات في دوري أبطال آسيا 2016    | 1–0          | نادي الجزيرة (الإمارات)  | الرياض، المملكة العربية السعودية         |
| 2016         | مرحلة المجموعات في دوري أبطال آسيا 2016    | 0–2          | نادي تراكتور سازي        | الدوحة، قطر (H)                          |
| 2016         | مرحلة المجموعات في دوري أبطال آسيا 2016    | 2–1          | نادي تراكتور سازي        | مسقط (عمان), سلطنة عمان (A)              |
| 2016         | مرحلة خروج المغلوب في دوري أبطال آسيا 2016 | 0–0          | نادي لوكوموتيف طشقند     | الرياض، المملكة العربية السعودية         |
| 2016         | مرحلة خروج المغلوب في دوري أبطال آسيا 2016 | 1–2          | نادي لوكوموتيف طشقند     | طشقند، أوزبكستان                         |
| 2017         | مرحلة المجموعات في دوري أبطال آسيا 2017    | 1-1          | نادي برسبوليس            | مسقط، سلطنة عمان (A)                     |
| 2017         | مرحلة المجموعات في دوري أبطال آسيا 2017    | 2-1          | نادي الريان              | الرياض، المملكة العربية السعودية         |
| 2017         | مرحلة المجموعات في دوري أبطال آسيا 2017    | 2-2          | نادي الوحدة (الإمارات)   | أبو ظبي، الإمارات العربية المتحدة        |
| 2017         | مرحلة المجموعات في دوري أبطال آسيا 2017    | 1-0          | نادي الوحدة (الإمارات)   | الرياض، المملكة العربية السعودية         |
| 2017         | مرحلة المجموعات في دوري أبطال آسيا 2017    | 0-0          | نادي برسبوليس            | مسقط، سلطنة عمان (H)                     |
| 2017         | مرحلة المجموعات في دوري أبطال آسيا 2017    | 4-3          | نادي الريان              | الدوحة، قطر                              |
| 2017         | مرحلة خروج المغلوب في دوري أبطال آسيا 2017 | 2-1          | نادي استقلال خوزستان     | ولاية السيب، سلطنة عمان (A)              |
| 2017         | مرحلة خروج المغلوب في دوري أبطال آسيا 2017 | 2-1          | نادي استقلال خوزستان     | الريان، قطر (H)                          |
| 2017         | مرحلة خروج المغلوب في دوري أبطال آسيا 2017 | 0-0          | نادي العين               | العين (أبوظبي), الإمارات العربية المتحدة |
| 2017         | مرحلة خروج المغلوب في دوري أبطال آسيا 2017 | 3-0          | نادي العين               | الرياض، المملكة العربية السعودية         |
| 2017         | مرحلة خروج المغلوب في دوري أبطال آسيا 2017 | 4-0          | نادي برسبوليس            | أبو ظبي، الإمارات العربية المتحدة (H)    |
| 2017         | مرحلة خروج المغلوب في دوري أبطال آسيا 2017 | 2-2          | نادي برسبوليس            | مسقط، سلطنة عمان (A)                     |
| 2017         | نهائي دوري أبطال آسيا 2017                 | 1-1          | نادي أوراوا رد دايموندز  | الرياض، المملكة العربية السعودية         |
| 2017         | نهائي دوري أبطال آسيا 2017                 | 1-0          | نادي أوراوا رد دايموندز  | سايتاما، اليابان                         |
| 2018         | مرحلة المجموعات في دوري أبطال آسيا 2018    | 0-0          | نادي العين               | الرياض، المملكة العربية السعودية         |
| 2018         | مرحلة المجموعات في دوري أبطال آسيا 2018    | 1-0          | نادي استقلال طهران       | السيب، سلطنة عمان (A)                    |
| 2018         | مرحلة المجموعات في دوري أبطال آسيا 2018    | 1-1          | نادي الريان              | الرياض، المملكة العربية السعودية         |
| 2018         | مرحلة المجموعات في دوري أبطال آسيا 2018    | 2-1          | نادي الريان              | السد، قطر                                |
| 2018         | مرحلة المجموعات في دوري أبطال آسيا 2018    | 2-1          | نادي العين               | العين، الإمارات العربية المتحدة          |
| 2018         | مرحلة المجموعات في دوري أبطال آسيا 2018    | 1-0          | نادي استقلال طهران       | العاصمة، الكويت (H)                      |
| 2019         | مرحلة المجموعات في دوري أبطال آسيا 2019    | 1-0          | نادي العين               | العين، الإمارات العربية المتحدة          |
| 2019         | مرحلة المجموعات في دوري أبطال آسيا 2019    | 3-1          | نادي الدحيل              | الرياض، المملكة العربية السعودية         |
| 2019         | مرحلة المجموعات في دوري أبطال آسيا 2019    | 2-1          | نادي استقلال طهران       | الدوحة، قطر(A)                           |
| 2019         | مرحلة المجموعات في دوري أبطال آسيا 2019    | 1-0          | نادي استقلال طهران       | أبو ظبي، الإمارات العربية المتحدة (H)    |
| 2019         | مرحلة المجموعات في دوري أبطال آسيا 2019    | 2-0          | نادي العين               | الرياض، المملكة العربية السعودية         |
| 2019         | مرحلة المجموعات في دوري أبطال آسيا 2019    | 2-2          | نادي الدحيل              | الدوحة، قطر                              |
| 2019         | مرحلة خروج المغلوب في دوري أبطال آسيا 2019 | 4-2          | نادي الأهلي              | جدة، المملكة العربية السعودية            |
| 2019         | مرحلة خروج المغلوب في دوري أبطال آسيا 2019 | 1-0          | نادي الأهلي              | الرياض، المملكة العربية السعودية         |
| 2019         | مرحلة خروج المغلوب في دوري أبطال آسيا 2019 | 0-0          | نادي الإتحاد             | جدة، المملكة العربية السعودية            |
| 2019         | مرحلة خروج المغلوب في دوري أبطال آسيا 2019 | 3-1          | نادي الإتحاد             | الرياض، المملكة العربية السعودية         |
| 2019         | مرحلة خروج المغلوب في دوري أبطال آسيا 2019 | 4-1          | نادي السد (قطر)          | السد، قطر                                |
| 2019         | مرحلة خروج المغلوب في دوري أبطال آسيا 2019 | 4-2          | نادي السد (قطر)          | الرياض، المملكة العربية السعودية         |
| 2019         | نهائي دوري أبطال آسيا 2019                 | 1-0          | نادي أوراوا رد دايموندز  | الرياض، المملكة العربية السعودية         |
| 2019         | نهائي دوري أبطال آسيا 2019                 | 2-0          | نادي أوراوا رد دايموندز  | سايتاما، اليابان                         |
| 2021         | مرحلة المجموعات في دوري أبطال آسيا 2021    | 2-2          | نادي اجمك                | الرياض، المملكة العربية السعودية (H)     |
| 2021         | مرحلة المجموعات في دوري أبطال آسيا 2021    | 2-0          | نادي شباب الأهلي دبي     | الرياض، المملكة العربية السعودية (A)     |
| 2021         | مرحلة المجموعات في دوري أبطال آسيا 2021    | 3-1          | نادي استقلال دوشنبه      | الرياض، المملكة العربية السعودية (H)     |
| 2021         | مرحلة المجموعات في دوري أبطال آسيا 2021    | 4-1          | نادي استقلال دوشنبه      | الرياض، المملكة العربية السعودية (A)     |
| 2021         | مرحلة المجموعات في دوري أبطال آسيا 2021    | 3-0          | نادي اجمك                | الرياض، المملكة العربية السعودية (A)     |
| 2021         | مرحلة المجموعات في دوري أبطال آسيا 2021    | 2-0          | نادي شباب الأهلي دبي     | الرياض، المملكة العربية السعودية (H)     |
| 2021         | مرحلة خروج المغلوب في دوري أبطال آسيا 2021 | 2-0          | نادي استقلال طهران       | دبي، الإمارات العربية المتحدة            |
| 2021         | مرحلة خروج المغلوب في دوري أبطال آسيا 2021 | 3-0          | نادي برسبوليس            | الرياض، المملكة العربية السعودية         |
| 2021         | مرحلة خروج المغلوب في دوري أبطال آسيا 2021 | 2-1          | نادي النصر               | الرياض، المملكة العربية السعودية         |
| 2021         | نهائي دوري أبطال آسيا 2021                 | 2-0          | نادي بوهانغ ستيلرز       | الرياض، المملكة العربية السعودية         |